# Franciscópolis
Franciscópolis es un municipio brasileño situado en el estado de Minas Gerais. Según el censo de 2022, tiene una población de 5034 habitantes.